# میلفرد (نیوهمپشایر)
میلفرد (به انگلیسی: Milford) شهری در ایالت نیوهمپشایر کشور ایالات متحده آمریکا است که جمعیت آن در سرشماری سال ۲۰۱۰ میلادی، ۸٬۸۳۵ نفر بوده‌است.

## نگارخانه

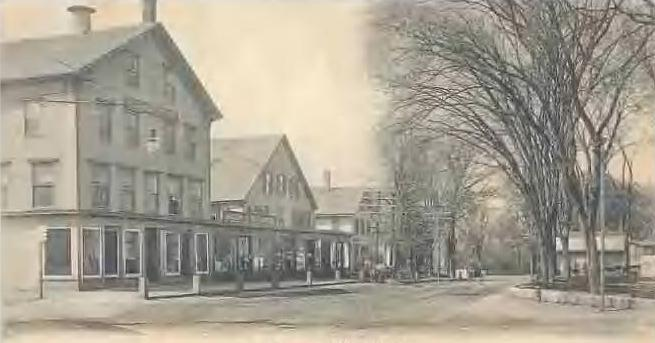
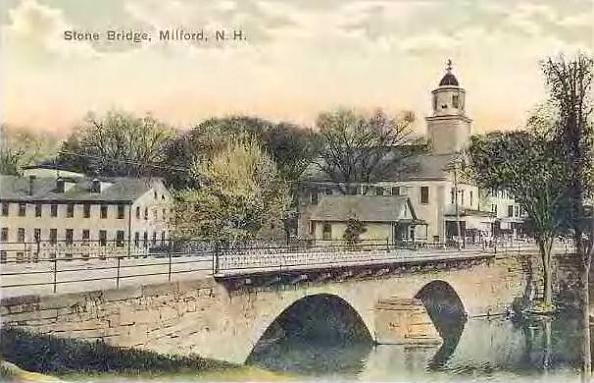